# Apterocis strigosus
Apterocis strigosus är en skalbaggsart som beskrevs av Perkins 1900. Apterocis strigosus ingår i släktet Apterocis och familjen trädsvampborrare. Inga underarter finns listade i Catalogue of Life.